# Haplosclerida
Haplosclerida é uma ordem de esponjas da classe Demospongiae.

## Classificação
- Subordem Haplosclerina Topsent, 1928
  - Família Callyspongiidae de Laubenfels, 1936
  - Família Chalinidae Gray, 1867
  - Família Niphatidae Van Soest, 1980
- Subordem Petrosina Boury-Esnault e Van Beveren, 1982
  - Família Calcifibrospongiidae Hartman, 1979
  - Família Petrosiidae Van Soest, 1980
  - Família Phloeodictyidae Carter, 1882
- Subordem Spongillina Manconi e Pronzato, 2002
  - Família Lubomirskiidae Rezvoi, 1936
  - Família Malawispongiidae Manconi e Pronzato, 2002
  - Família Metaniidae Volkmer-Ribeiro, 1986
  - Família Metschnikowiidae Czerniawsky, 1880
  - Família Palaeospongillidae Volkmer-Ribeiro e Reitner, 1991
  - Família Potamolepiidae
  - Família Spongillidae Gray, 1867
  - Spongillina incertae sedis
    - Gênero Balliviaspongia
    - Gênero Makedia
    - Gênero Ohridospongilla